# 南帖
南帖（なんじょう）は、中国の南北朝時代に書かれた南朝の紙による書蹟・法帖の総称。対義語は「北碑」（ほくひ）。
清代の考証学者・阮元の唱えた「北碑南帖論」に由来する語である。実際には南北朝時代の書は完全に南北には分かれないというのが現在の見解であるが、今も南朝側の書蹟を総称する端的な言葉として一般的に用いられている。

## 概要
西晋は三国の分裂を収めて一旦天下を統一したが、八王の乱以降疲弊し、最終的に北方異民族に追われて南に逃れ東晋として再興した。それから隋代までほぼ250年以上にわたって中国の書道は南北に分かれて独自に発展した。
特に書蹟の残し方が大きく違い、異民族であり紙にあまりなじみのなかった北朝では、写経を除いて金石文として残されたが、元々紙を発明者した漢民族の南朝では、建碑の禁令が厳しく布かれたこともあって書蹟が紙に書かれ、法帖として残された。これを「南帖」という。
なお王羲之・王献之の書を含めることもあるが、東晋の人物であり、厳密には「南帖」ではない。

## 書風
南帖の書体は行書が主体であり、楷書は小さな字のいわゆる「細楷」である。ただし書風は北碑ほど個性やバラエティにあふれたものではなく、前代の東晋に行書を確立させた王羲之・王献之の、字を細くゆるやかに流れるようにまとめる書法がそのまま受け継がれ、特に変化のないまま最後まで推移した。
このため書家も小粒なものしか出ておらず、北の北碑に比べるとやや停滞の気が見えるものとなっている。実際に何人か書家の名前や作品は知られているものの、いずれの書家のいずれの作品を代表とするかについては通常語られない。
ただし北碑の書体・六朝楷書には少なからぬ影響を与えた。北魏には漢化政策の一環として書風確立のたたき台に使用され、東魏・西魏以降には書蹟が直接的に流出したことにより、一部の北朝の書家が南朝風の六朝楷書を書くようになった。

## 研究と評価
隋の統一以降、南北の壁がなくなり双方の文化は2代煬帝の頃までにはほぼ完全に融合した。しかし異民族の手になる北碑と比べ、漢民族、それも「書聖」とうたわれた王羲之の流れをくむ南帖の方が前代からの書蹟として優先され受け継がれた。その後、唐代においては王羲之の書法がもてはやされ、積極的に研究された。
しかし南帖自体はその多くが早くに失われ、真筆か模刻か不分明なまま北宋代の書蹟集『淳化閣帖』などいくつかの書蹟集に収録されているという不安定な形で伝承され、評価も同時代に記された書論類を参考にしなければならない状態であった。
さらに清代、考証学の発展により文字研究・考古学研究の機運が高まる中、18世紀初頭頃から続々と北碑が出土し始めた。阮元が「南北書派論」「北碑南帖論」によって南北朝時代の書は南北で単独発展したことを述べ、さらに模刻に模刻を重ねてどこまで本物か否か分からない南帖よりも、金石に固定され最初の姿を長く留めている北碑の方が価値があると断じた。これに続いて包世臣ら当時の学者が次々と北碑を絶賛、清末の康有為も「南北で単独発展」という説には異論を唱えたものの北碑の価値は高く評価したため、書道界の主流は完全に北碑側へ向いた。
また書蹟集に収められた南帖の書蹟にも偽物が多いことが判明し、ただでさえ書蹟が少ない上に真贋が曖昧な状態で伝承されていた南帖全体の信用性は大きく揺らいだ。これも実証的分析を旨とする考証学者による批判材料となり、南帖の権威は完全に失墜した。
現在南帖は、信用できる書蹟や資料があまりに少ないため、積極的に研究されることは少ない。

## 附記
建碑の禁令により南朝では金石文はまったくと言っていいほど制作されなかったが、この禁令を逃れる目的で碑を石板に変えて棺と共に埋める「墓誌」の習慣が起こり、いくつか出土例がある。しかしこの時代の墓誌は北朝の方が盛んであり南朝のものはそれほど多くない。
また碑や磨崖として「爨龍顔碑」「爨宝子碑」「瘞鶴銘」（えいかくめい、「瘞」はやまいだれに「夾」を書き下に「土」を書いた字）が存在するが、南朝のものとしてはかなり例外的である。
このような南朝の碑を「南碑」と呼ぶこともある。